# Andreino Repetti
Andreino Repetti (Genova, 7 ottobre 1932) è un ex calciatore italiano, di ruolo centrocampista.

## Carriera
Nato a Genova nel quartiere Bolzaneto, gioca inizialmente con la squadra del suo omonimo quartiere, la Bolzanetese, e nel 1951 viene acquistato dalla Sampdoria, trovandosi così a giocare dalla Promozione 1950-1951 alla Serie A 1951-1952, esordendo nella massima serie l'8 giugno 1952 in Sampdoria-Pro Patria 1-0.
Con la Sampdoria gioca in Serie A 6 gare, e successivamente passa al Lecce in Serie C e poi in Serie B con il Messina e con la Sambenedettese.